# Karin Molander
Karin Molander (nascuda Katarina Margareta Elisabet Edwertz, 20 de maig de 1889 - 3 de setembre de 1978) va ser una actriu de cinema sueca la carrera de la qual va durar més de cinc dècades.

## Carrera
Nascuda Katarina Margareta Elisabet Edwertz a Estocolm, Suècia, va començar a prendre classes de l'actriu de teatre Julia Håkansson de ben jove. Va debutar a l'escenari al Teatre Vasa el 1907 i va estar compromesa al Teatre Intiman de 1911 a 1920, al Teatre Lorensberg de 1920 a 1922 i al Dramaten en dues fases: 1922 a 1925 i de nou a partir de 1931. fins al 1936. Molander va fer el seu debut cinematogràfic l'any 1913 amb Halvblod del director Victor Sjöström. Treballant amb el cineasta Mauritz Stiller, Molander es va convertir en una protagonista molt popular de les pel·lícules mudes, un símbol de les dones joves, modernes i emancipades dels anys 10. És possible que la recordin millor a la sàtira social de 1920 del director Mauritz Stiller Erotikon, una de les moltes pel·lícules de Stiller en què va aparèixer.

## Vida personal
Molander es va casar dues vegades. El seu primer matrimoni va ser amb el director de cinema suec Gustaf Molander de 1909 a 1919, que va produir un fill -actor i productor Harald Molander-, però va acabar en divorci. Es va casar amb l'actor Lars Hanson el 1920 i la parella va romandre casada fins a la mort de Hanson el 1965.
Molander va morir a Täby, a Höstsol, que era una fundació d'actors jubilats que havia estat fundada per la Teaterförbundet (Unió Sueca d'Arts Escèniques i Cinema) el 1978, als 89 anys. va ser enterrada al cementiri de Norra Begravningsplatsen a Solna.

## Filmografia selecta
- Halvblod (1914)
- Hjärtan som mötas (1914)
- Tösen från Stormyrtorpet (1917)
- Synnöve Solbakken (1919)
- Erotikon (1920)
- Johan (1921)
- Gabrielle (1954)